# الرحلة العجيبة للفقير الذي ظل حبيسا في خزانة إيكيا
الرحلة العجيبة للفقير الذي ظل حبيسا في خزانة إيكيا (بالفرنسية: L'Extraordinaire Voyage du fakir qui était resté coincé dans une armoire Ikea)‏ هي رواية للكاتب الفرنسي رومان بيرتولاس باللغة الفرنسية وتم إطلاقها في أغسطس 2013.

## الحبكة
تحكي الرواية قصة مغامرة كوميدية لشاب في منتصف العمر، يُدعى آجاتاشاترو، هندي، كان يعمل بمهنة الفقير، والتي تعني من يقوم بأعمال مخالفة للطبيعة، كأن يرتفع عن الأرض، بلا شيء، أو يُثني ملعقةً معدنية، أو أن يُراقص أفاعي الكبرا، بواسطة مزمار. قرر أجاتاشاترو شراء سرير مسامير، بسبب أن سريره الحالي، صار صدئًا، ولم يعد ينفع للنوم عليه، فادعى بأنه مصاب بمشاكل في غظاريف العمود الفقري، وأنه بحاجة للسفر إلى فرنسا لشراء سريرٍ من متجر إيكيا هناك. يصل آجاتاشاترو إلى فرنسا، ويستفل تاكسي أجرة، وليس في جيبه روبية واحدة، أو يورو واحد، وهنا تبدأ القصة، ورحلته بين دول أوروبية، وانتهاءً بوصوله إلى ليبيا. تتغير حياة آجاتاشاترو 180 درجة، فتتغير مهنته، ويتغير سلوكه، ولك ذلك بسبب مصادفة، أو منعطف غير حياته، فوقع في علاقة حب، وعقد عدة صداقات مع أناس كثيرين، بمختلف الجنسيات.

## المشاكل التي تطرحها الرواية
مجمل الرواية تطرح مشكلة هجرة شباب العالم الثالث نحو «البلدان الجميلة»، بطريقة غير شرعية، لأجل كسب القوت الضروري، أو للهروب من الحروب، وما يتخلل هذه الهجرة من مصاعب، وحوادث، قد تؤدي بصاحبها للموت غرقًا، أو تجارة الأعضاء، أو الدعارة...

## الجوائز التي حصلت عليها الرواية
ظهرت الرواية عام 2013م، وحصلت على جائزة القراء الفرنسية لعام 2016.

## الترجمة العربية للرواية
صدرت أول ترجمة للرواية عن المركز الثقافي العربي عام 2016، وقام بترجمتها حسين عمر، وتقع في 302 صفحة.